# 룽터우산 고분군
룽터우산 고분군(龍頭山古墳群)은 발해의 20개의 고분군이다. 룽터우산 고분군은 옌볜 조선족 자치주 남동쪽의 터우다오 진(头道镇), 허룽(和龙市) 룽터우산 산에 위치해 있다. 가장 유명한 고분은 정효공주묘이다. 최근에는 2기의 황후능도 발견되었다.